# Ironus paludicola
Ironus paludicola is een rondwormensoort uit de familie van de Ironidae. De wetenschappelijke naam van de soort is voor het eerst geldig gepubliceerd in 1937 door Schneider.